# Сизиф-камнекат
«Сизиф-камнекат» — пьеса древнегреческого драматурга Эсхила (первая половина V века до н. э.) в жанре сатировской драмы на сюжет, взятый из коринфского мифологического цикла. Её текст почти полностью утрачен.
Заглавный герой «Сизифа-камнеката» — мифологический персонаж, царь Коринфа, известный как выдающийся хитрец. Сизиф рассказал речному богу Асопу, где Зевс спрятал после похищения его дочь Эгину, и за это Зевс отправил его в царство мёртвых. Однако, умирая, Сизиф тайно запретил жене совершать погребальные обряды на его могиле. Аиду пришлось, чтобы получить жертвы, на время отпустить героя на землю для наказания жены и наведения порядка. Сизиф же, придя в царство живых, отказался возвращаться.
Неизвестно, в состав какой тетралогии Эсхил включил эту свою сатировскую драму. Исследователи причисляют «Сизифа-камнеката» к условному циклу «Драмы о старших героях» наряду с «Феорами», «Афамантом», «Сизифом-беглецом», «Перребиянками», «Иксионом», «Ниобой», «Аталантой» и др. Текст пьесы практически полностью утрачен. Сохранился только один стих: "Этнейский жук, в трудах, могучий силою...".
Существует предположение, что «Сизиф-камнекат» — альтернативное название «Сизифа-беглеца».